# 落葉夜蛾
落葉夜蛾（學名：[Eudocima phalonia] 错误：{{Lang}}：文本有斜体标记（帮助）），又作落葉裳蛾或凡艷葉夜蛾
，是裳蛾科壺夜蛾亞科落葉夜蛾屬之下一個果食蛾的物種，其幼蟲被果農視為害蟲。卡尔·林奈於1763年在他的著作《百年昆蟲》裡首度作系統描述。

## 分類
本物種舊屬夜蛾科，現時被劃歸夜蛾總科裳蛾科，但有較舊的文獻仍然會將本物種歸類至夜蛾科。

## 分佈
本物種見於熱帶大部分地區，主要位於亞洲、非洲、澳大利亞，但被人為的帶到其他地域，例如：夏威夷州、新西兰及社會群島等中、南太平洋諸島，使蟲患為禍這些地區。

## 描述
本物種成蟲的外形如同一片枯葉；但更為人所注目的，是其色彩斑爛的幼蟲。

## 生態
落葉夜蛾的幼蟲主要以防己科的蔓藤植物為食，但亦有適應了刺桐属物種為食物。現時已知落葉夜蛾會食用雞冠刺桐、Erythrina fusca、刺桐、Carronia multisepala、Hypserpa decumbens、Legnephora moorei、Pleogyne australis、Sarcopetalum harveyanum、針葉刺冠藤、光千金藤、千金藤及Tinospora smilacina等各物種。
受感染的植物部分大部分是植物的果實。這些受感染的果實會有汁液滲出，因為幼蟲進入了果實的內部進食。果實亦因為蟲患而可能會提早落果。成蟲會以及強壯的口器刺入果實的外皮；而被夜蛾刺入過的果實會出現海綿狀及其他類型的病變。

## 圖庫

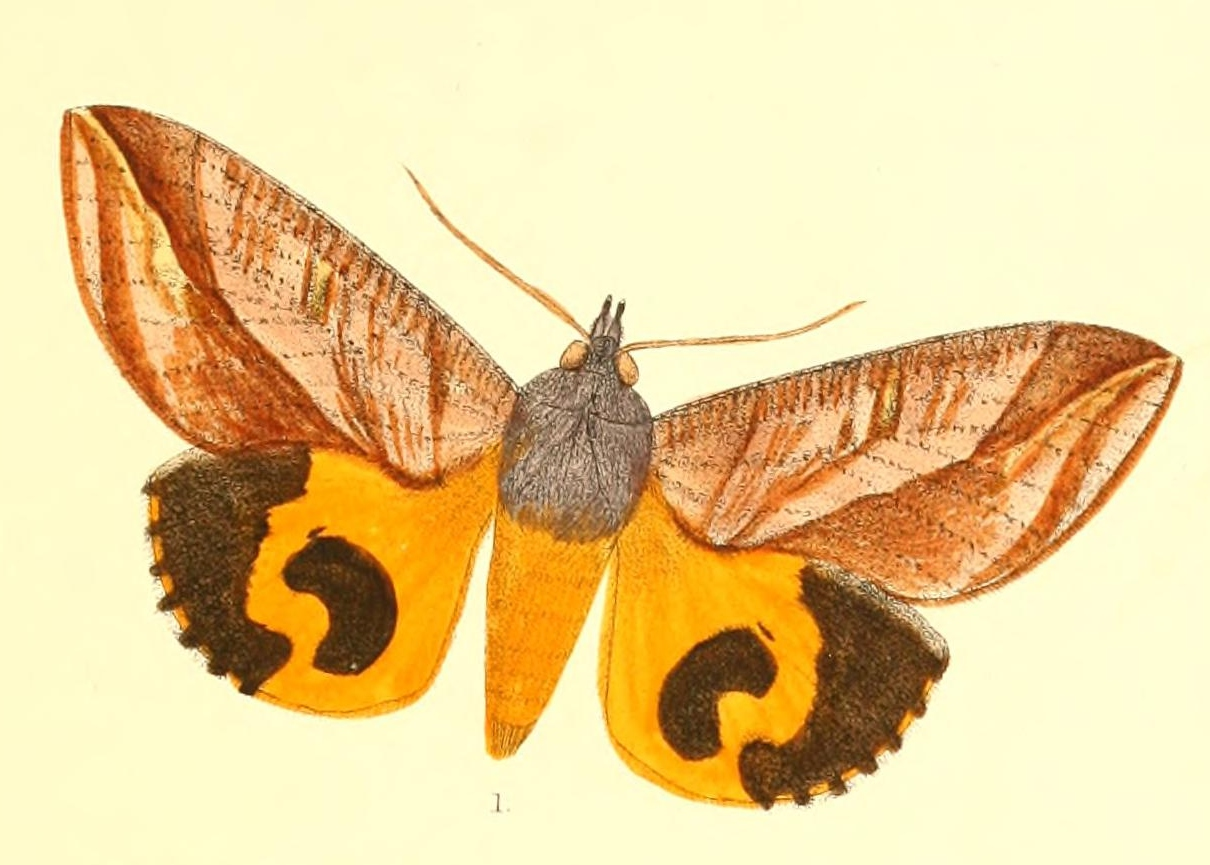
Male
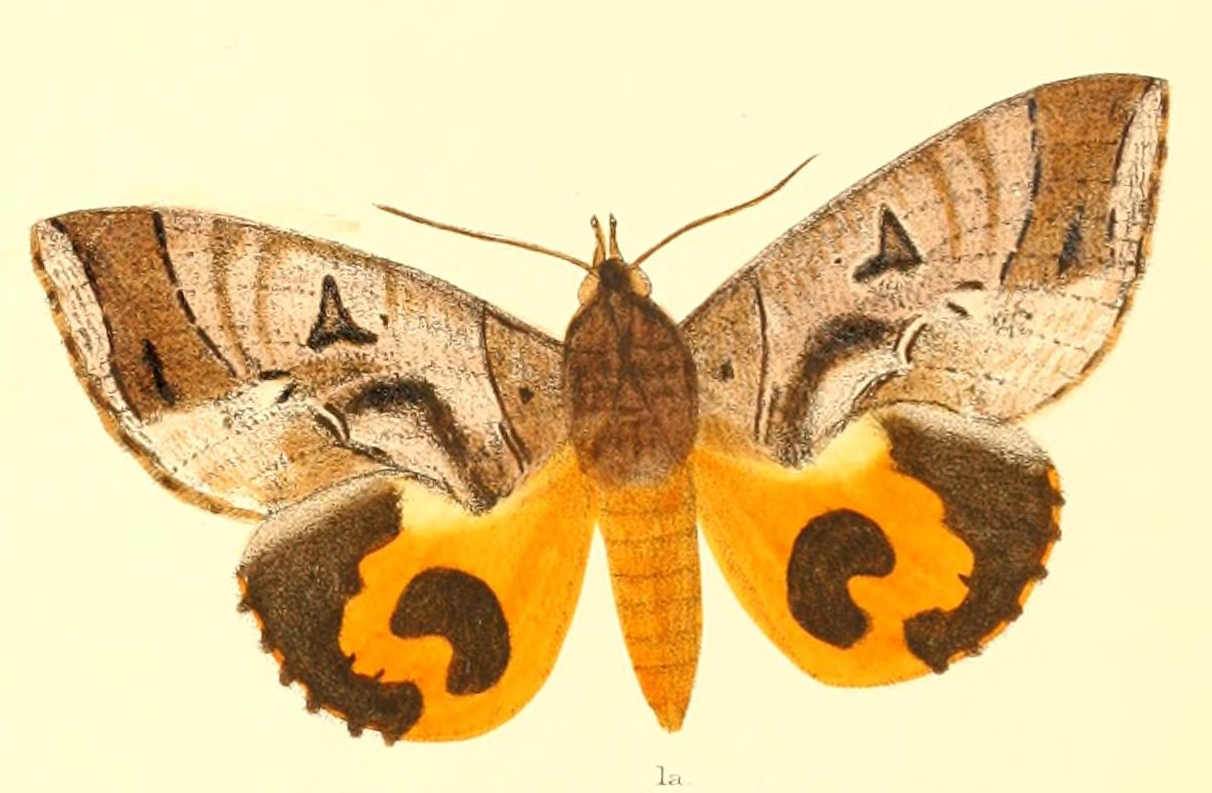
Female
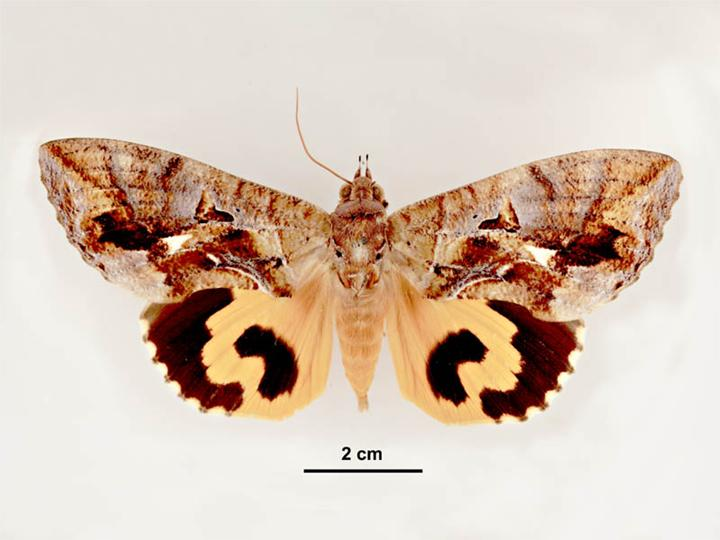
Female, dorsal view
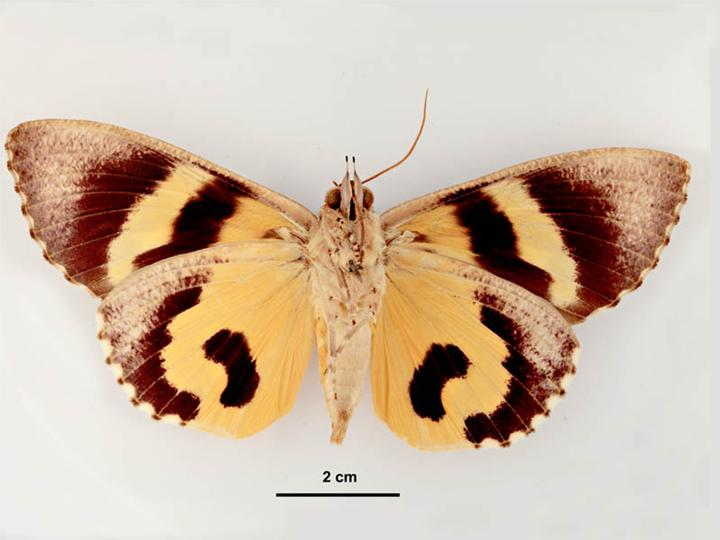
Female, ventral view
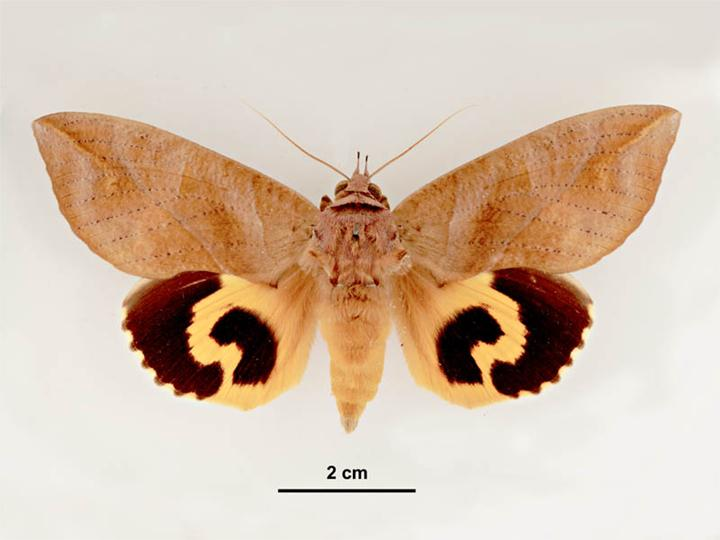
Male, dorsal view
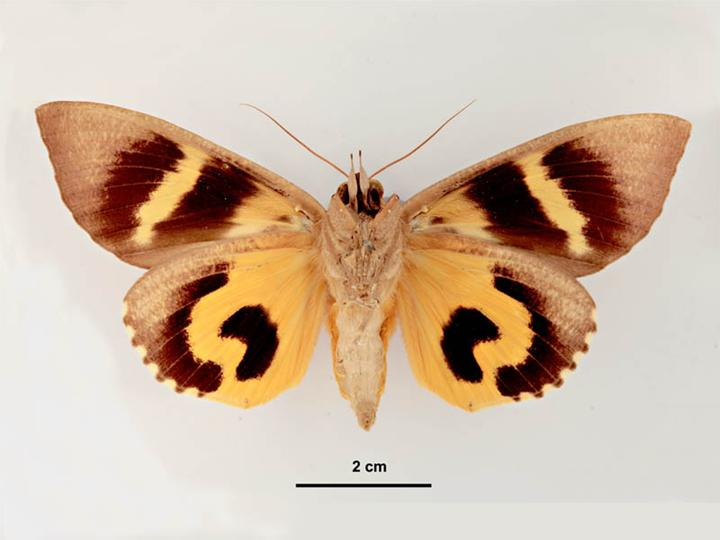
Male, ventral view
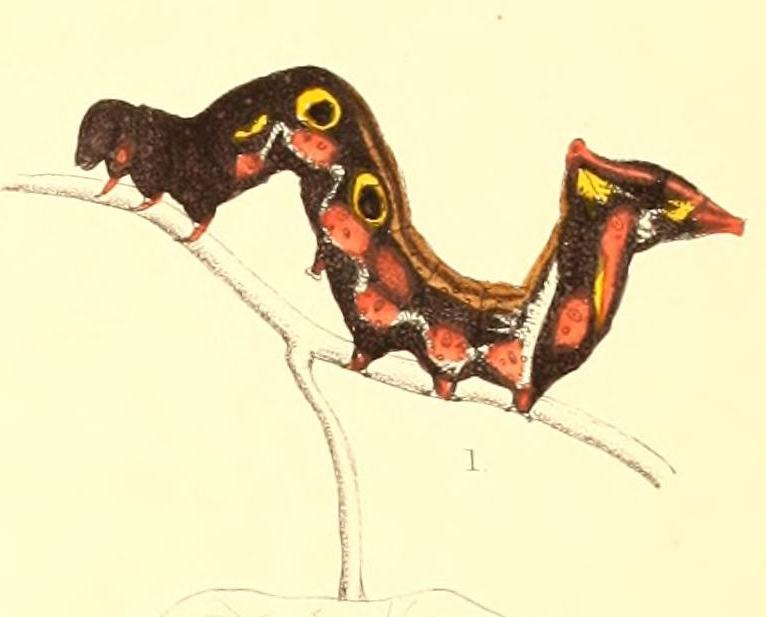
Larva
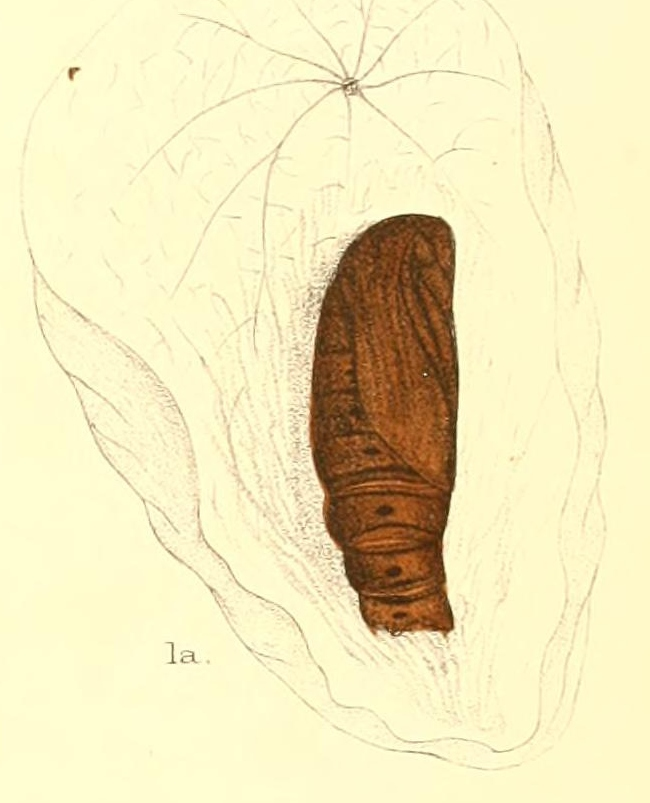
Pupa
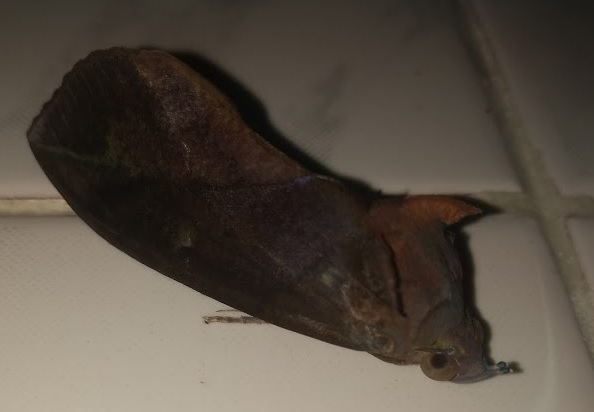
一隻在印度果阿邦的雄蟲

## 外部連結
- Attraction of fruit-piercing moth Eudocima phalonia (Lepidoptera: Noctuidae) to different fruit baits （页面存档备份，存于）
- USDA information
- Seasonal population of the fruit-piercing moths Eudocima spp. （页面存档备份，存于）
- An overlooked sibling of the fruit-piercing moth Eudocima phalonia （页面存档备份，存于）